# ميلودي هيرنانديز
ميلودي هيرنانديز (بالإنجليزية: Melody Hernandez)‏ هي لاعبة جمباز فني أسترالية، ولدت في 30 أكتوبر 1990 في ولونغونغ في أستراليا.